# ام‌اس نورمن آتلانتیک
ام‌اس نورمن آتلانتیک یک کشتی مسافربری است که در ۲۸ دسامبر ۲۰۱۴ از بندر پاتراس در یونان عازم بندر آنکونا در ایتالیا بوده که دچار حریق می‌شود. شعله‌های آتش و دود غلیظ نخست از طبقه‌ای که خودروها در آن پارک بودند، برخاسته است.